# Gnathonyx inermis
Gnathonyx inermis är en skalbaggsart som beskrevs av Komiya och Nylander 2005. Gnathonyx inermis ingår i släktet Gnathonyx och familjen långhorningar. Inga underarter finns listade i Catalogue of Life.